# Sabellariidae
Famille
Les Sabellariidae sont une famille de vers marins polychètes de l'ordre des Canalipalpata. Elle regroupe plus d’une centaine d’espèces dont les espèces de deux genres, Phragmatopoma et Sabellaria, élaborent des bioconstructions qui se développent sur substrat rocheux ou meuble.

## Liste des genres
Selon World Register of Marine Species (2 septembre 2014) :
- genre Bathysabellaria
- genre Doto Oken, 1807
- genre Gesaia Kirtley, 1994
- genre Gunnarea Johannson, 1927
- genre Idanthyrsus Kinberg, 1876
- genre Lygdamis Kinberg, 1867
- genre Mariansabellaria Kirtley, 1994
- genre Neosabellaria Kirtley, 1994
- genre Paraidanthyrsus Kirtley, 1994
- genre Phalacrostemma Marenzeller, 1895
- genre Phragmatopoma Mörch, 1863
- genre Sabellaria Lamarck, 1818
- genre Tetreres Caullery, 1913

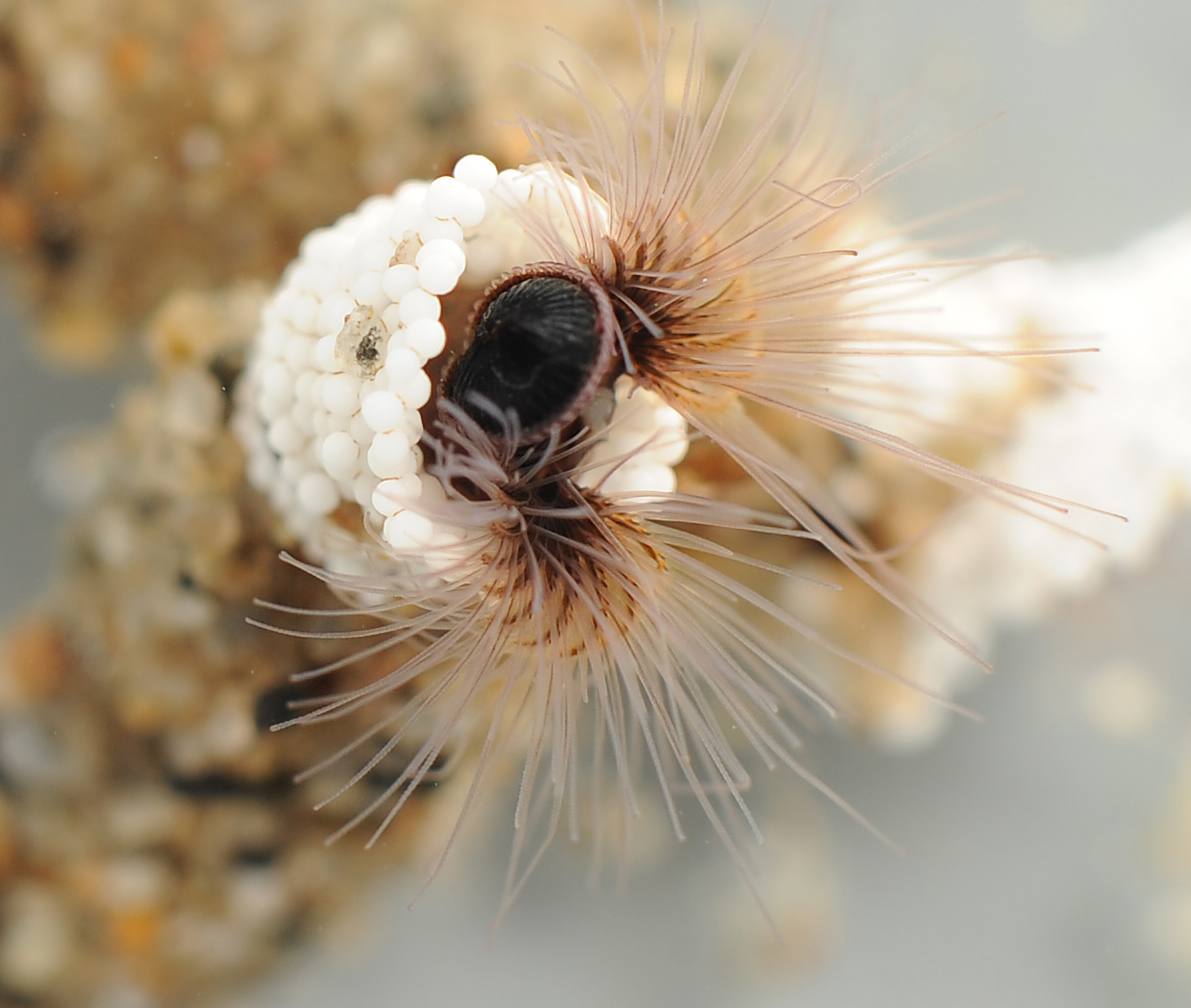
Phragmatopoma californica
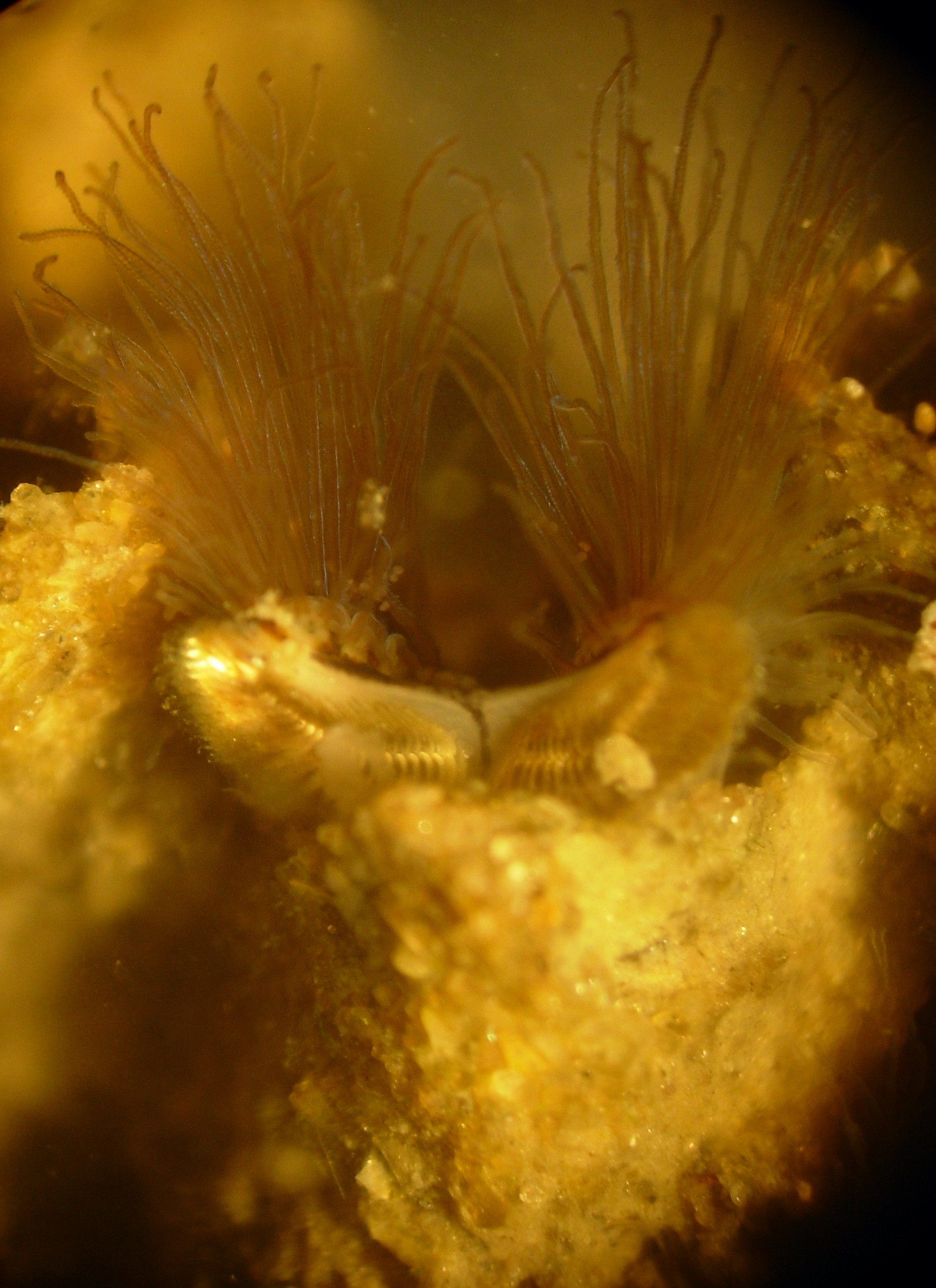
Sabellaria alveolata